# Kurt: Der Fussballmanager
Kurt: Der Fussballmanager ist ein Fußball-Manager aus dem Jahr 1999. Entwickelt wurde das Spiel von Heart-Line. Die Veröffentlichung erfolgte über Koch Media.
Das Spiel beinhaltet die ersten vier Ligen in Deutschland, die ersten Ligen aus England, Spanien, Italien und Frankreich sowie Vereine aus anderen europäischen Staaten. Aufgrund fehlender Lizenzen wurden alle Vereins-, Wettbewerbs- und Spielernamen abgewandelt, indem ein Buchstabe im Namen verändert wurde. Spieler haben in einem Editor die Möglichkeit, Spieler- und Vereinsnamen nach Belieben zu ändern. Das Spiel weist eine Datenbank von mehr als 8.000 Spielern, über 400 Vereinen und mehr als 430.000 persönlichen Eigenschaften auf. Die Spielegrafik bei Echtzeitspielen ist eine isometrische 2D-Grafik.

## Spielprinzip
Der Spieler schlüpft in die Rolle des Managers bzw. Trainers eines Fußballvereins und ist für zahlreiche Aspekte des Vereinsmanagements sowie des Spielertrainings zuständig. Vom Spielerkauf und Verkauf über Stadionausbau bzw. Neubau und Aufstellung des Trainerteams bis hin zu den finanziellen Aspekten werden diverse Tätigkeitsfelder rund um das Management eines Fußballvereins vom Spieler verwaltet. Im Echtzeitspiel übernimmt der Spieler zudem sämtliche Aufgaben des Trainers und kümmert sich um die Aufstellung der Mannschaft und Ein- und Auswechslungen der Spieler. Ziel ist es, mit seinem Verein so erfolgreich wie möglich zu sein.
Zu Spielbeginn kann eingestellt werden, in welcher Liga und mit wie viel Geld man startet und wie gut die Spieler sind. Auch können bis zu acht Mitspieler an dem Spiel teilnehmen.

## Rezeption
Zur Zeit der Veröffentlichung des Spiels erhielt Kurt: Der Fussballmanager meist positive Bewertungen. So urteilten PC Games, PowerPlay, PC Joker und PC Player:

„Hinter Kurt steckt ein ausgewachsener Fußballmanager mit nahezu allen relevanten Features.“

„Erstaunlich, aber wahr. Kurt gelingt es wirklich, vom üblichen Tabellen-lastigen Fahrwasser abzuweichen und die oft mühsame managerarbeit durch viele nette Ideen aufzulockern.“

„Konkurrenzlos gutes Fußballmanagment.“

„Hinter der witzigen Aufmachung von Kurt verbirgt sich eine ernstzunehmende Konkurrenz für Anstoss und Co.“

Kritisiert wird die schon zum Zeitpunkt des Erscheinens altbackene Grafik.